# Силезская евангелическая церковь Аугсбургского исповедания

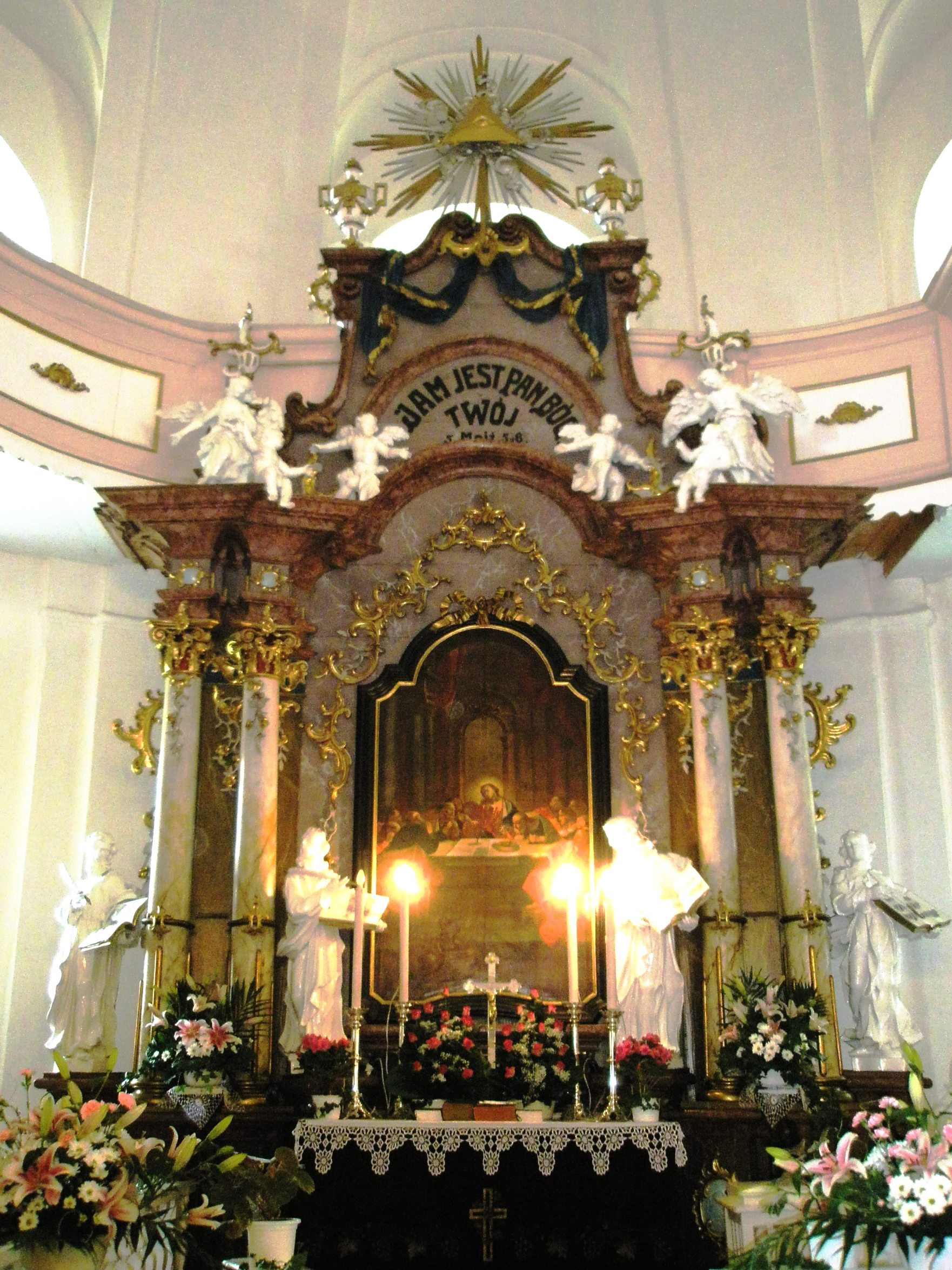
Церковь (Коморни Лхотка)

Силезская евангелическая церковь Аугсбургского исповедания — лютеранская община Чехии польского происхождения. Основана в 1920 после распада Австро-Венгрии на базе польских лютеранских общин. С 1938 по 1948 находилась либо на нелегальном положении, либо на внешней юрисдикции. В церкви 57 приходов и 30 пасторов на 40 тысяч верующих.